# Expedito Júnior
Expedito Gonçalves Ferreira Junior (Guararapes, 10 de junho de 1963) é um político e professor brasileiro. Foi vereador em Rolim de Moura (1984-1986), deputado federal por três mandados (1987, 1995-1998 e 1999-2003) – sendo o mais jovem constituinte do Brasil - e Senador pelo estado de Rondônia (2007-2009). Atualmente é filiado ao Partido Social Democrático (PSD).

## Biografia
Expedito Júnior nasceu em Guararapes, interior de São Paulo, no dia 10 de junho de 1963. Foi registrado com o nome de Expedito Gonçalves Ferreira Júnior, sendo filho dos agricultores Expedito Gonçalves Ferreira e Maria Rodrigues Ferreira. Décimo filho, de uma prole de doze, desde os 8 anos Junior trabalhou para ajudar nas despesas de casa. Foi engraxate, sapateiro e entregador de jornal. Em1979, concluiu o curso de magistério no Colégio João Arruda Brasil.
Em 1981, com apenas 18 anos, mudou-se para Rolim de Moura, Rondônia. Somente um tempo depois, a família Gonçalves Ferreira também migrou para o Estado. Em 1983, lecionou sua primeira aula, na disciplina de Matemática, para os alunos da Escola Estadual Pereira da Silva.
Expedito casou-se com Valdelise Martins, em 1988, com quem tem dois filhos: Expedito Gonçalves Ferreira Netto, deputado federal, e Carol Gonçalves Ferreira.

## Vida política
O primeiro compromisso político de Expedito aconteceu com 21 anos, quando ele foi eleito, em 1984, vereador de Rolim de Moura, na primeira eleição do município. Dois anos depois, candidatou-se à Câmara dos Deputados do Brasil e se tornou o deputado federal mais jovem do país. Este mandato, porém, foi interrompido em junho de 1987, quando o perdeu por força do Recurso do TSE nº 6.688/87, em favor de um homônimo. Após a perda de mandato, atuou, até 1988, como Secretário do Trabalho e Promoção Social do Estado de Rondônia.
Em 1994, candidatou-se novamente ao cargo de deputado federal e foi eleito. O terceiro mandato teve início em 1999 e terminou em 2003. Em 2002 concorreu ao Senado, ficando em terceiro lugar. Em 2006, concorrendo pelo PPS, foi eleito senador da República pelo estado de Rondônia.
Em junho de 2009, o Supremo Tribunal Federal decidiu afastá-lo do cargo de senador devido a acusações de compra de votos e abuso do poder econômico durante as eleições de 2006. Junior foi substituído, em outubro do mesmo ano, pelo segundo colocado da eleição, Acir Gurgacz. Em novembro do mesmo ano, ele se filiou ao PSDB.
Nas eleições de 2010, Expedito se candidatou ainda para governador do Estado de Rondônia, mas teve sua candidatura barrada pela Lei da Ficha Limpa. Em março de 2011 o STF reviu a decisão do TRE-RO mantida pelo TSE e deferiu tardiamente o registro de seu candidatura.
Desde abril de 2011, foi presidente estadual do PSDB. Em 2014, obteve deferimento de seu registro de candidatura para concorrer ao Cargo de Governador do Estado de Rondônia.